# Исаакий (иконописец)
Исаа́кий (иначе, Исай или Исайя Гречин; упомин. в 1338) — греческий художник первой половины XIV века.

## Биография
Годы рождения и смерти художника не установлены. Единственное упоминание о нём содержится в Новгородской первой летописи: как свидетельствует этот источник, 4 мая 1338 года архиепископ Василий поручил «Исаю Гречину с другы» расписать церковь Входа в Иерусалим, которая была сооружена за год до указанного события. Художники приступили к выполнению заказа в тот же самый день.
Исследователям не известно ни одно произведение Исаакия, однако В. Н. Лазарев выдвинул предположение, что иконы праздничного ряда иконостаса Софийского собора в Новгороде вполне могут быть «связаны с мастерской упоминаемого в летописи „гречина Исайи“».

## Образ художника в литературе
- Художник упоминается в историческом романе М. Г. Казовского «Страсти по Феофану» (2005): «После смерти Исайи живописные мастера у нас продолжают работать справно, жаловаться грех, но создания их не трогают и не будоражат сознание», — говорит один из героев произведения, архиепископ Алексий.